# Fight for Your Right Revisited
Fight for Your Right Revisited es un cortometraje de 2011 escrito y dirigido por el integrante de los Beastie Boys Adam Yauch, también conocido como MCA. El cortometraje muestra lo que sucede "después de que los chicos abandonan la fiesta", refiriéndose a la fiesta del videoclip de 1987, "(You Gotta) Fight for Your Right (To Party!)". Elijah Wood, Seth Rogen y Danny McBride interpretan a los tres integrantes de la banda: Adam Horovitz ("A-Rock"), Mike Diamond ("Mike D") y Yauch ("MCA"). También cuenta con las actuaciones estelares de Will Ferrell, John C. Reilly y Jack Black. Los mismos integrantes de la banda hacen cameos interpretando oficiales de policía. Fue estrenado en el Festival de Cine de Sundance en enero de 2011 y conmemora el aniversario número 25 del videoclip.

## Argumento
El corto transcurre durante la mañana del día después de la fiesta del videoclip de los Beastie Boys, Fight for Your Right en 1986. Mike D, Ad-Rock y MCA (interpretados por Seth Rogen, Elijah Wood y Danny McBride) son desafiados por los Beastie Boys del futuro (interpretados por John C. Reilly, Will Ferrell y Jack Black) que llegaron en un DeLorean.

## Reparto
- Elijah Wood - Ad-Rock (B-Boys 1)
- Danny McBride - MCA (B-Boys 1)
- Seth Rogen - Mike D (B-Boys 1)
- Will Ferrell - Ad-Rock (B-Boys 2)
- John C. Reilly - Mike D (B-Boys 2)
- Jack Black - MCA (B-Boys 2)
- Susan Sarandon - Madre
- Stanley Tucci - Padre
- Rashida Jones - Skirt Suit
- Will Arnett - Hombre de negocios
- Adam Scott - Taxista
- Mike Mills - Sir Stewart Wallace
- Rainn Wilson - Aficionado a la Iglesia
- Arabella Field - Aficionada a la Iglesia
- Ted Danson - Maître
- Roman Coppola - Cliente de la cafetería
- Shannyn Sossamon - Cliente de la cafetería
- Steve Buscemi - Camarero
- Amy Poehler - Cliente de la cafetería
- Mary Steenburgen - Cliente de la cafetería
- Alicia Silverstone - Cliente de la cafetería
- Laura Dern - Cliente de la cafetería
- Alfredo Ortiz - Cliente de la cafetería
- Milo Ventimiglia - Cliente de la cafetería
- Jody Hill - Cliente de la cafetería
- Jason Schwartzman - Vincent van Gogh
- Chloë Sevigny - Chica metalera
- Kirsten Dunst - Chica metalera
- Maya Rudolph - Chica metalera
- Clint Caluory - Clint como Zach Galifianakis como George Drakoulias
- David Cross - Nathanial Hornblower
- Orlando Bloom - Johnny Ryall
- Adam Horovitz - Policía #1
- Mike D - Policía #2
- Adam Yauch - Policía #3
- Martin Starr - Paddy Wagon Driver

## Producción
El actor canadiense Seth Rogen declaró: "Soy un gran fanático de Beastie Boys y me llamaron y preguntaron si quería ser parte de la película, dije sí sin dudarlo. No necesité escuchar nada. No necesité ver nada, ningún concepto. Estaba dispuesto a hacer cualquier cosa que me pidiesen". El vestuario y los objetos de utilería para la película fueron réplicas perfectas de los utilizados para el video musical. Según Rogen "el mismo Ad-Rock dijo que aún tenía la camiseta de Stuyvesant que uso en el videoclip, pero hicieron otra para Elijah".
Antes que la película debutara en Sundance y después de que se diera a conocer la lista de actores que aparecerían, The Playlist se refirió a este corto como el más estelar en ser proyectado en el festival. Al mismo tiempo, Cinematical lo consideró como el mejor reparto de todos los tiempos.
Fue filmado durante tres días en un estudio de Warner Bros. en Los Ángeles.

## Recibimiento
Después de su estreno en Sundance, el sitio ScreenCrave publicó: "La película consigue exactamente lo que se propone hacer, que es mostrar actores increíbles jugando con una idea y divirtiéndose. Los Beastie Boys han recorrido un largo camino desde 1986 y creo que esta parodia es su manera de decir que saben cuan absurdos y ridículos eran en esa época e invitan a todos a reírse de ello". El sitio Volture describió el corto como una mezcla hip-hop entre los videoclip "We Are All Made of Stars" de Moby y "Pork and Beans" de Weezer. El sitio Sound On Sight publicó: "El corto es tan jugetón y vibrante que incluso cuando tropieza, bastante a menudo, no deja de ser un espectáculo disfrutable para cualquier fan del grupo de Brooklyn (...) Fight for Your Right Revisited es todo lo que prometía ser: un loco video musical extra largo lleno de estrellas, cuyo único ritmo y razón de existir es para actuar como compañero del video original de 1986".
Según Los Angeles Times el corto "es tan meta-narrativo que ni siquiera es gracioso, o es especialmente gracioso, dependiendo de cómo lo mires. Pero en particular representa un trabajo sorprendente de Yauch, quien antes repudió su pasado fiestero para aderirse al budismo tibetano".

## Videoclip de "Make Some Noise"
Fight for Your Right Revisited conmemora el aniversario número 25 del videoclip de "(You Gotta) Fight for Your Right (To Party!)". El cortometraje fue utilizado para el videoclip de "Make Some Noise" (del álbum Hot Sauce Committee Part Two) lanzado el 20 de abril de 2011.